# Пішконя
Пішконя — хребет в Українських Карпатах, у гірському масиві Горгани (Внутрішні Горгани). Хребет розташований у південно-східній частині Міжгірського району Закарпатської області.
Хребет простягається переважно з північного заходу на південний схід. Проте його східна частина «повертає» на південь і навіть на південний захід, утворюючи велетенську дугу довкола верхів'їв річки Герсовця (ліва притока Тереблі). На південний схід від Пішконі розташований хребет Стримба, на схід — хребет Передня. Ті хребти відділені від Пішконі долиною річки Сухар.
Схили хребта порослі мохово-трав'яними та смереково-буковими угрупованнями з добре вираженою висотною поясністю. Вище — полонини. Трапляються невеликі озерця і кам'яні розсипища.
Найбільші вершини: Негровець (1707 м), Ясновець (1600 м), Дарвайка (1501,9 м).
Піднятись на хребет найзручніше зі сіл Синевир та Колочава.
Хребет лежить у межах Національного природного парку «Синевир».